# Tolín, tolín, tolán
Tolín, tolín, tolán es el segundo álbum de estudio de la cantante e intérprete chilena Charo Cofré, lanzado en 1972 por el sello discográfico IRT.
La letra de todas las canciones es de la escritora María de la Luz Uribe, mientras que la portada del álbum en su edición original de 1972 fue ilustrada por el marido de Uribe, Fernando Krahn.

## Reversión
En 2005 el microprograma infantil chileno Tikitiklip realizó una reversión del disco completo para una serie de doce videoclips animados, interpretado por el dúo Miranda y Tobar.

## Reedición
En 2022, con motivo de los cincuenta años del lanzamiento, el sello chileno Monophone publicó una reedición del vinilo gatefold con las ilustraciones originales de Fernando Krahn.

## Lista de canciones
| Charo Cofré |                         |          |  |
| N.º         | Título                  | Duración |  |
| 1.          | «Tolín, tolín, tolán»   | 1:31     |  |
| 2.          | «El rey de papel»       | 2:53     |  |
| 3.          | «El tonto Perico»       | 2:45     |  |
| 4.          | «Viaje a Concepción»    | 1:47     |  |
| 5.          | «Arrurrú»               | 2:23     |  |
| 6.          | «El soldado trifaldón»  | 3:23     |  |
| 7.          | «La señorita aseñorada» | 2:33     |  |
| 8.          | «Los gorrioncitos»      | 1:53     |  |
| 9.          | «Barco en el puerto»    | 2:02     |  |
| 10.         | «Don Crispín»           | 1:40     |  |
| 22:50       |                         |          |  |